# Carnegie (Oklahoma)
Carnegie és una ciutat dels Estats Units a l'estat d'Oklahoma. Segons el cens del 2000 tenia 1.637 habitants.

## Demografia
Segons el cens del 2000, Carnegie tenia 1.637 habitants, 636 habitatges, i 429 famílies. La densitat de població era de 564,3 habitants per km².
Dels 636 habitatges en un 31,4% hi vivien nens de menys de 18 anys, en un 48,3% hi vivien parelles casades, en un 15,3% dones solteres, i en un 32,4% no eren unitats familiars. En el 30% dels habitatges hi vivien persones soles el 19,5% de les quals corresponia a persones de 65 anys o més que vivien soles. El nombre mitjà de persones vivint en cada habitatge era de 2,49 i el nombre mitjà de persones que vivien en cada família era de 3,1.
Per edats la població es repartia de la següent manera: un 27,4% tenia menys de 18 anys, un 8% entre 18 i 24, un 23,3% entre 25 i 44, un 20,3% de 45 a 60 i un 21% 65 anys o més.
L'edat mediana era de 38 anys. Per cada 100 dones de 18 o més anys hi havia 83,8 homes.
La renda mediana per habitatge era de 20.987 $ i la renda mediana per família de 24.737 $. Els homes tenien una renda mediana de 21.917 $ mentre que les dones 14.868 $. La renda per capita de la població era de 12.432 $. Entorn del 24,9% de les famílies i el 30,5% de la població estaven per davall del llindar de pobresa.

## Poblacions més properes
El següent diagrama mostra les poblacions més properes.